# Alejandro Córdoba Sosa

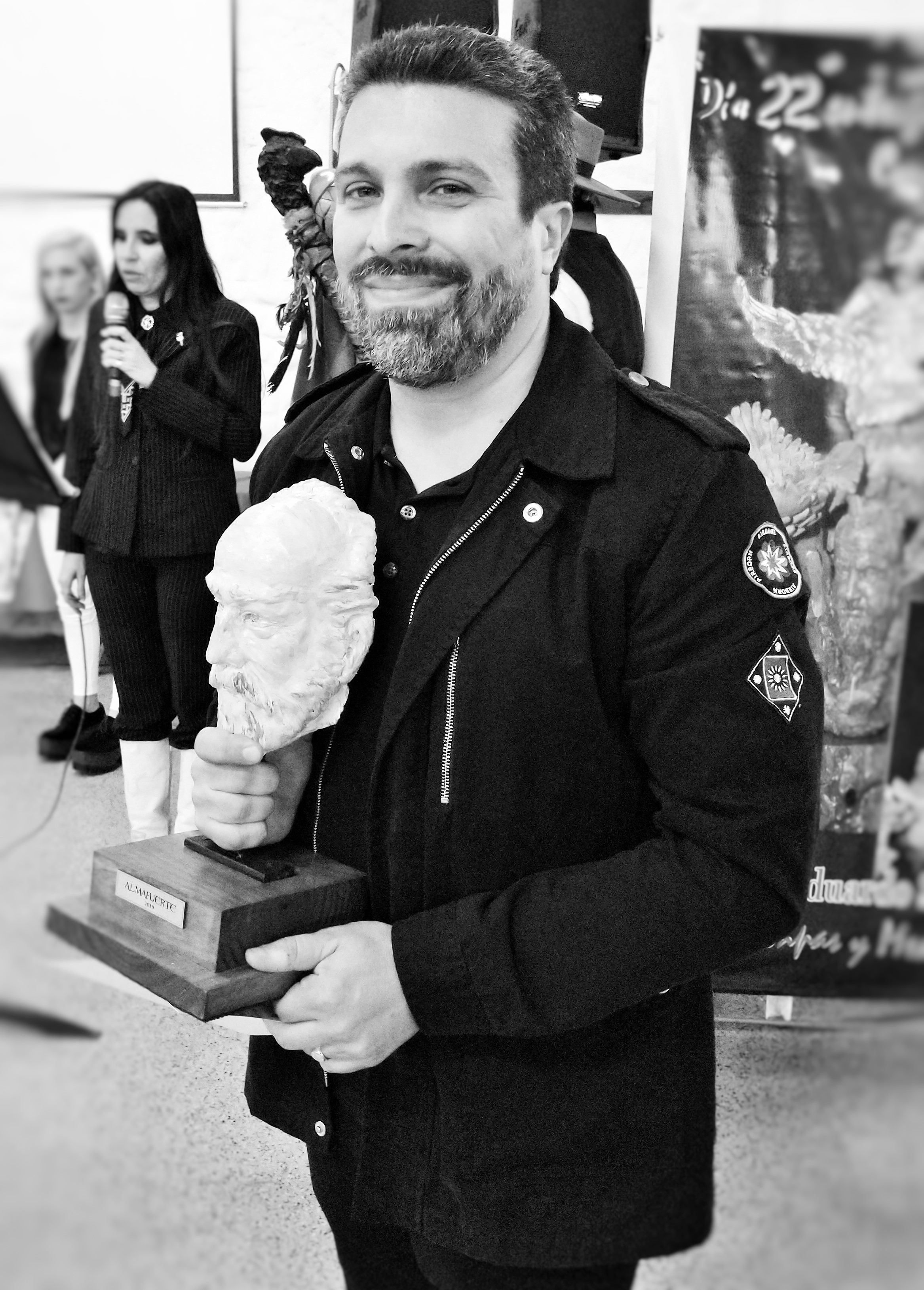
Alejandro Córdoba Sosa mit dem „Premio Almafuerte“ (2019)

Alejandro Córdoba Sosa (* 1971 in Berisso, Provinz Buenos Aires, Argentinien) ist ein argentinischer Schriftsteller.

## Leben
Unter den Erzählungen des Autors, die in zahlreiche Anthologien aufgenommen wurden, ist vor allem Robar la nada hervorzuheben. Für dieses Werk wurde er im Jahre 2000 als Gewinner des jährlichen argentinischen Bundeswettbewerbs Concurso Nacional de Cuento SADE 2000 von der Sociedad Argentina de Escritores SADE (Schriftsteller-Gesellschaft Argentiniens) ausgezeichnet.
Unter dem Pseudonym Alejandro Zenteno Lobo veröffentlichte er 2007 Doscientos y un cuentos en miniatura, ein Flash-Fiction-Buch, dessen Kürzestgeschichten einen Umfang von siebzig Wörtern nicht überschreiten. Das Buch wurde von der Künstlerin Meli Valdés Sozzani illustriert.
Eine der Kürzestgeschichten in diesem Buch ist eine Horrorgeschichte, die als die kürzeste Erzählung auf Spanisch gilt. Sie besteht aus acht Wörtern mit achtundzwanzig Buchstaben. Der vollständige Text lautet:
„Frente a él, el espejo estaba vacío.“
2011 erschienen Geschichten von Córdoba Sosa in der Anthologie Poetas y Narradores Contemporáneos 2011 (Zeitgenössische Dichter und Geschichtenerzähler 2011), veröffentlicht vom Editorial de los Cuatro Vientos (Buenos Aires).
2013 veröffentlichte Córdoba Sosa eine persönliche Auswahl seiner Geschichten unter dem Titel El enigma de O. Dieses Buch wurde im gleichen Jahr auf der Internationalen Buchmesse in Buenos Aires vorgestellt. 2014 erschien eine zweite persönliche Auswahl seiner Geschichten, El destino de la especie, die ebenfalls auf der Internationalen Buchmesse in Buenos Aires 2014 vorgestellt wurde.

## Werke
- Concurso Nacional de Cuento SADE 2000, Anthologie, Sociedad Argentina de Escritores, ISBN 987-98389-5-5
- Poetas y Narradores Contemporáneos, De los Cuatro Vientos Ed.,2011, ISBN 978-987-08-0442-0
- Doscientos y un cuentos en miniatura, De los Cuatro Vientos Ed.,2007, ISBN 978-987-564-685-8
- El enigma de O., De los Cuatro Vientos Ed., 2013, ISBN 978-987-08-0736-0
- El destino de la especie, Ed. Dunken, 2014, ISBN 978-987-02-7340-0